# Jill Biden
Jill Tracy Biden, tidigare Stevenson, född Jacobs den 3 juni 1951 i Hammonton i New Jersey, är en amerikansk lärare som är hustru till USA:s president Joe Biden och var därmed USA:s första dam mellan 20 januari 2021 och samma datum 2025.
Hon föddes i Hammonton, New Jersey men växte upp i Willow Grove, Pennsylvania som den äldsta av fem systrar. Efter ett första äktenskap som upplöstes med skilsmässa gifte hon sig med Biden 1977 och blev då styvmor till hans två barn, vars mor avlidit. Paret har även en gemensam dotter, född 1981. Jill Biden har en doktorsexamen från University of Delaware och arbetade under 13 år som engelsklärare på high school. Åren 1993 till 2008 undervisade hon vid Delaware Technical and Community College. Efter att ha flyttat med sin man till vicepresidentbostaden i Washington, D.C. fick hon anställning som adjungerad professor vid Northern Virginia Community College. Hon är en av få personer, enligt vissa den första, som fortsatt lönearbeta under sin tid som vicepresidenthustru.  
Bland frågor som Jill Biden engagerar sig i märks militärfamiljer, läs- och skrivkunnighet och community colleges.

## Barndom och ungdom
Jill Biden föddes 1951 i Hammonton, New Jersey. Som barn bodde hon i Hatboro, Pennsylvania innan familjen flyttade till Willow Grove, Pennsylvania, en nordlig förort till Philadelphia. Hennes far, Donald Carl Jacobs (1927–1999), var bankkamrer och signalist i amerikanska flottan under andra världskriget. Han gick sedan på handelshögskola och blev chef för ett spar- och låneinstitut i stadsdelen Chestnut Hill i Philadelphia. Hans släktnamn hade ursprungligen varit Giacoppo eller Giacoppa, innan hans sicilianske far ändrade det.  Jill Bidens mor, Bonny Jean (Godfrey) Jacobs (1930–2008), var hemmafru, och var av engelsk och skotsk härkomst. Jill Bidens föräldrar betecknade sig själva som "agnostiska realister" och gick inte i kyrkan, men hon deltog ofta på söndagsgudstjänster i en presbyteriansk kyrka med sin mormor. Senare gick hon på egen hand medlemskurser i den närliggande Abington Presbyterian Church och vid 16 års ålder konfirmerades hon.
Jill Biden anmälde sig till Brandywine Junior College i Pennsylvania för en termin. Hon tänkte studera modehandel men tyckte att det var otillfredsställande. Hon gifte sig med Bill Stevenson, en tidigare collegefotbollsspelare, i februari 1970; hon blev känd som Jill Stevenson. Efter ett par år öppnade hennes man baren Stone Balloon i Newark, Delaware, nära University of Delaware. Det blev en av de mest framgångsrika collegebarerna i landet.
Jill Biden började på University of Delaware, i dess College of Arts and Sciences, där hon hade engelska som sitt huvudämne. Hon tog sedan ett ledigt år från college och gjorde modellarbeten för en lokal byrå i Wilmington. Hon och Stevenson drev isär. De separerade under 1974.
Jill Biden träffade senator Joe Biden i mars 1975. De möttes på en blindträff som hans bror Frank Biden hade ordnat; hon var då fortfarande gift. Frank Biden hade känt henne på college, men Joe hade sett hennes foto i en lokal annons. Under tiden skulle hon genom turbulent skilsmässoförfarande med Stevenson; rättegången slutade med att hon inte fick den halva andel i baren som hon ville ha. Skilsmässa beviljades i maj 1975.

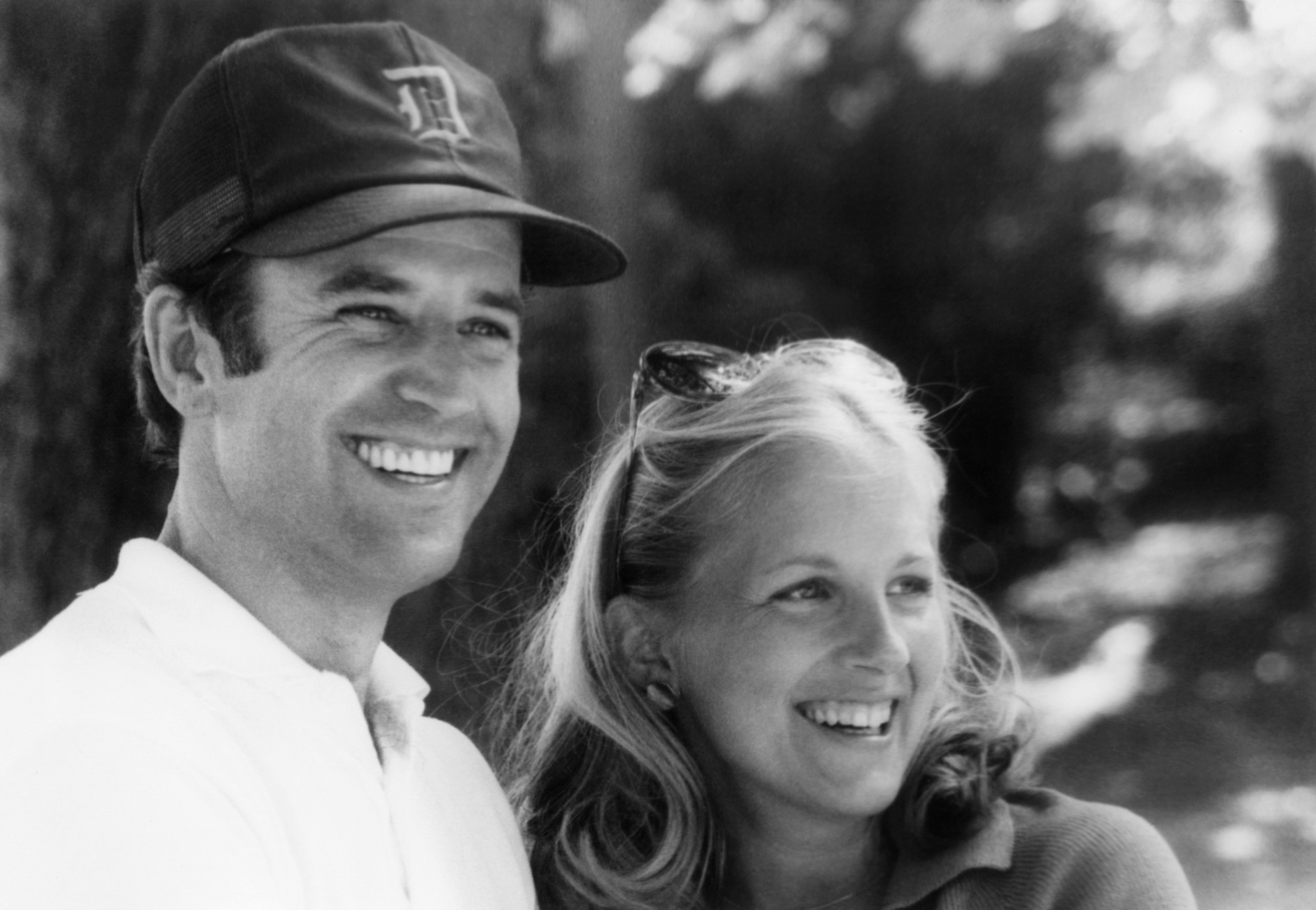
Joe och Jill, strax efter att ha träffats på 1970-talet.

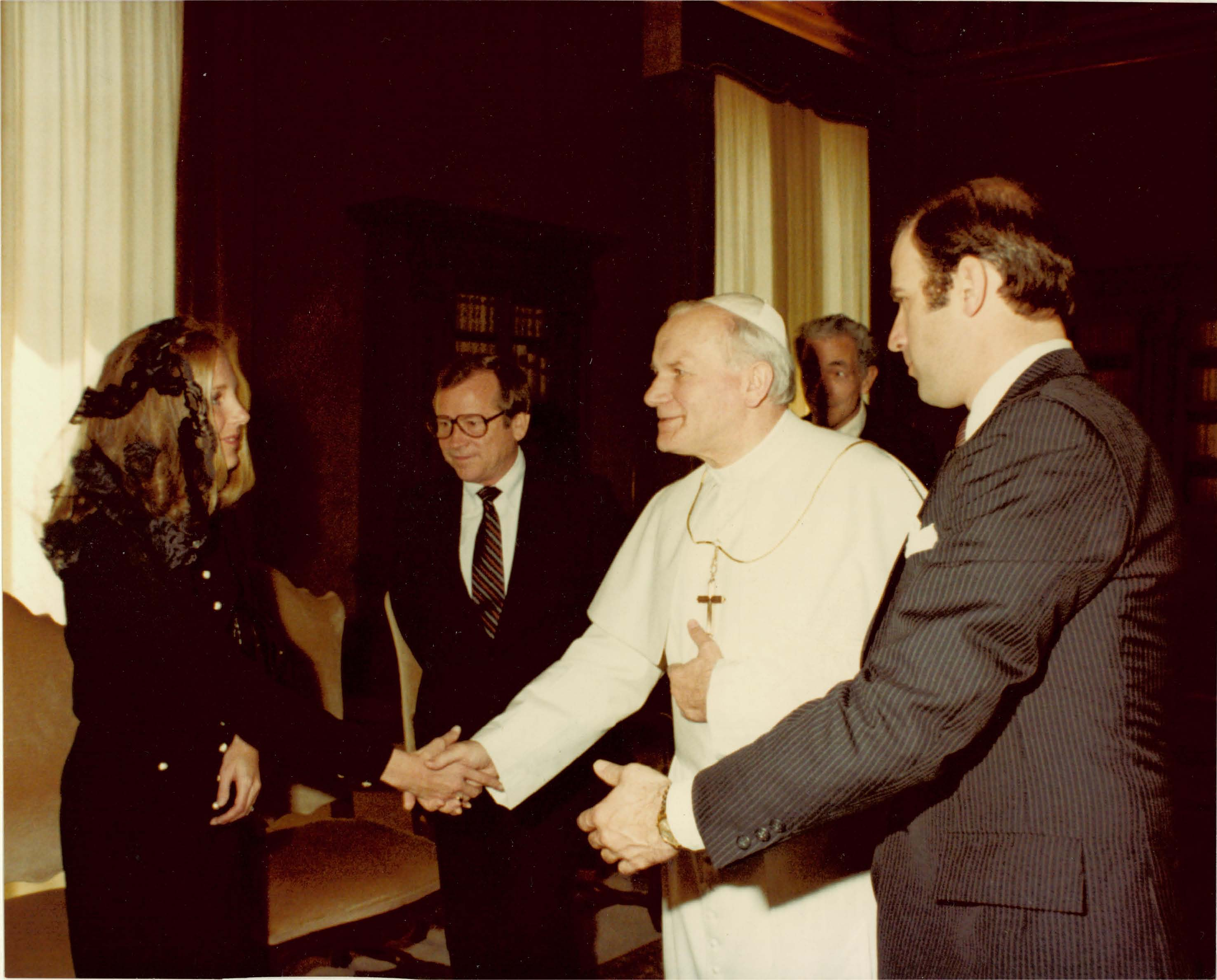
Jill och Joe Biden i möte med påven Johannes Paulus II i Vatikanen i april 1980

Jill Biden tog en filosofie kandidatexamen, i engelska, vid University of Delaware 1975. Hon började sin yrkesbana med en anställning som vikarierande lärare i skolan i Wilmington. Sedan undervisade hon engelska på heltid under ett år gymnasiet vid St. Mark's High School i Wilmington. Under denna tid tillbringade hon fem månader på Bidens senatorskontor. Detta inkluderade veckovisa resor med senatorn för uppsökande verksamhet till de södra delarna av staten.
Hon och Joe Biden vigdes av en katolsk präst den 17 juni 1977 i kapellet vid FN i New York.  Detta var fyra och ett halvt år efter att hans första fru Neilia och lilla dotter dog i en bilolycka. Joe Biden hade friat flera gånger innan hon accepterade, eftersom hon var försiktig med att komma i strålkastarljuset, angelägen om att vara fokuserad på sin egen karriär och tveksam till att åta sig att uppfostra Joe Bidens söner som hade överlevt olyckan. Makarna Biden tillbringade sin smekmånad vid Balatonsjön i Ungern. Destinationen valdes på rekommendation av den ungerskfödde Bidenmedhjäparen Tom Lantos. Hon uppfostrade Joe Bidens söner Beau och Hunter, och de kallade henne mamma. Fast hon inte har adopterat dem, betraktar hon dem som sina barn.
Hon fortsatte att undervisa och arbetade på en magisterexamen vid West Chester State College och gick en kurs per termin. Detta slutförde hon medan hon var gravid, och hon blev Master of Education med specialitet i läsning vid West Chester 1981. Bidens dotter Ashley Blazer föddes den 8 juni 1981 och Jill Biden gjorde ett uppehåll i sitt arbete under två år, medan hon uppfostrade de tre barnen.

## Presidenthustru 2021–2025
Joe Biden valdes till president i valet 2020 och tillträdde den 20 januari 2021. Jill Biden var den första kvinnan sedan Barbara Bush att ha innehaft positionerna både som andra dam (gift med vicepresidenten) och första dam (gift med presidenten), och var den första amerikanska presidenthustrun någonsin med delvis italienskt påbrå. Hon var som tillträdande presidenthustru tydlig med att hon tänkte fortsätta undervisa, ett beslut som gjorde henne till den första hustrun till en sittande amerikansk president som haft ett betalt arbete utanför Vita huset.
I mitten av november 2020 meddelades att hennes stabschef som första dam skulle vara advokaten och diplomaten Julissa Reynoso Pantaleon och att hennes seniorrådgivare i rollen skulle vara kampanjarbetaren Anthony Bernal. I december 2020 skrev författaren Joseph Epstein i Wall Street Journal och uppmanade den tillträdande första damen att släppa "Dr." som sitt föredragna tilltal, eftersom hon inte är läkare. Artikeln möttes av en omfattande motreaktion, särskilt bland yrkeskvinnor.

## Galleri

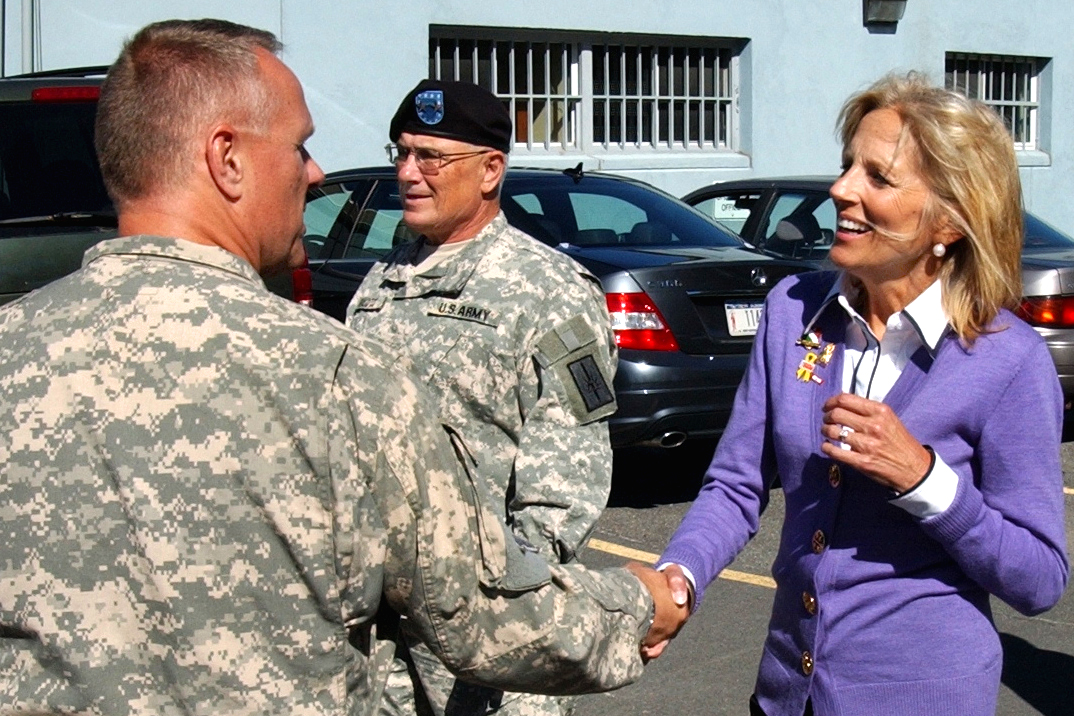
Biden med officerare vid New York Army National Guard 2009.
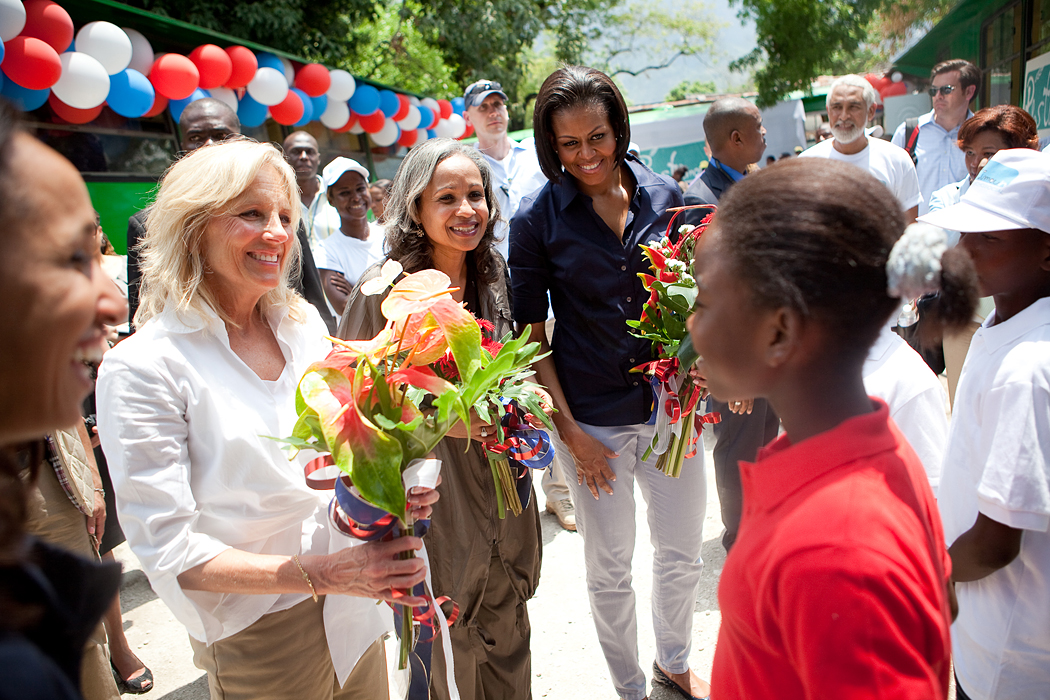
Biden och Michelle Obama med Haitis första dam Elisabeth Delatour Préval i Port-au-Prince, tre månader efter jordbävningen i Haiti 2010.
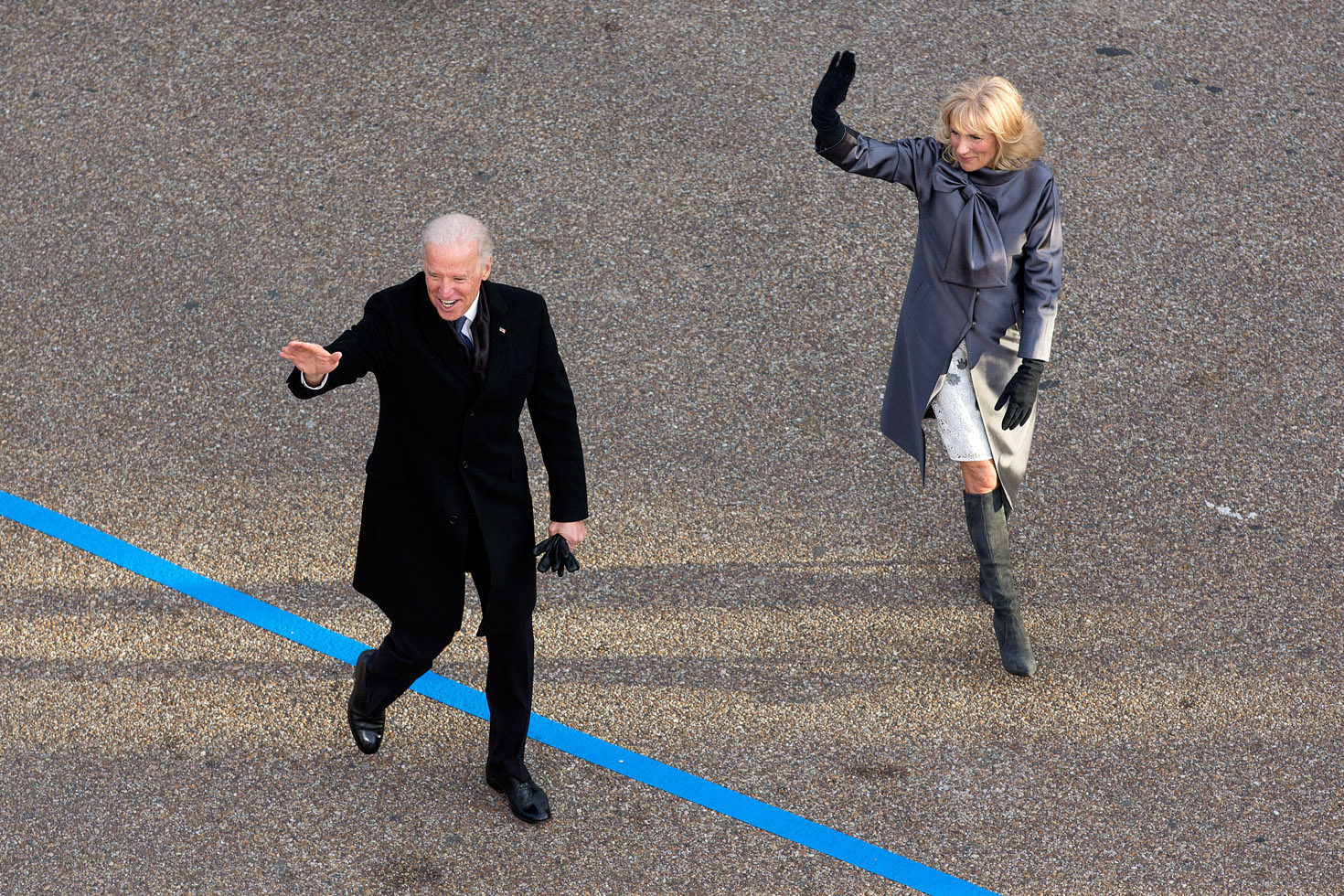
Joe och Jill Biden på Pennsylvania Avenue i Washington, D.C. 21 januari 2013.
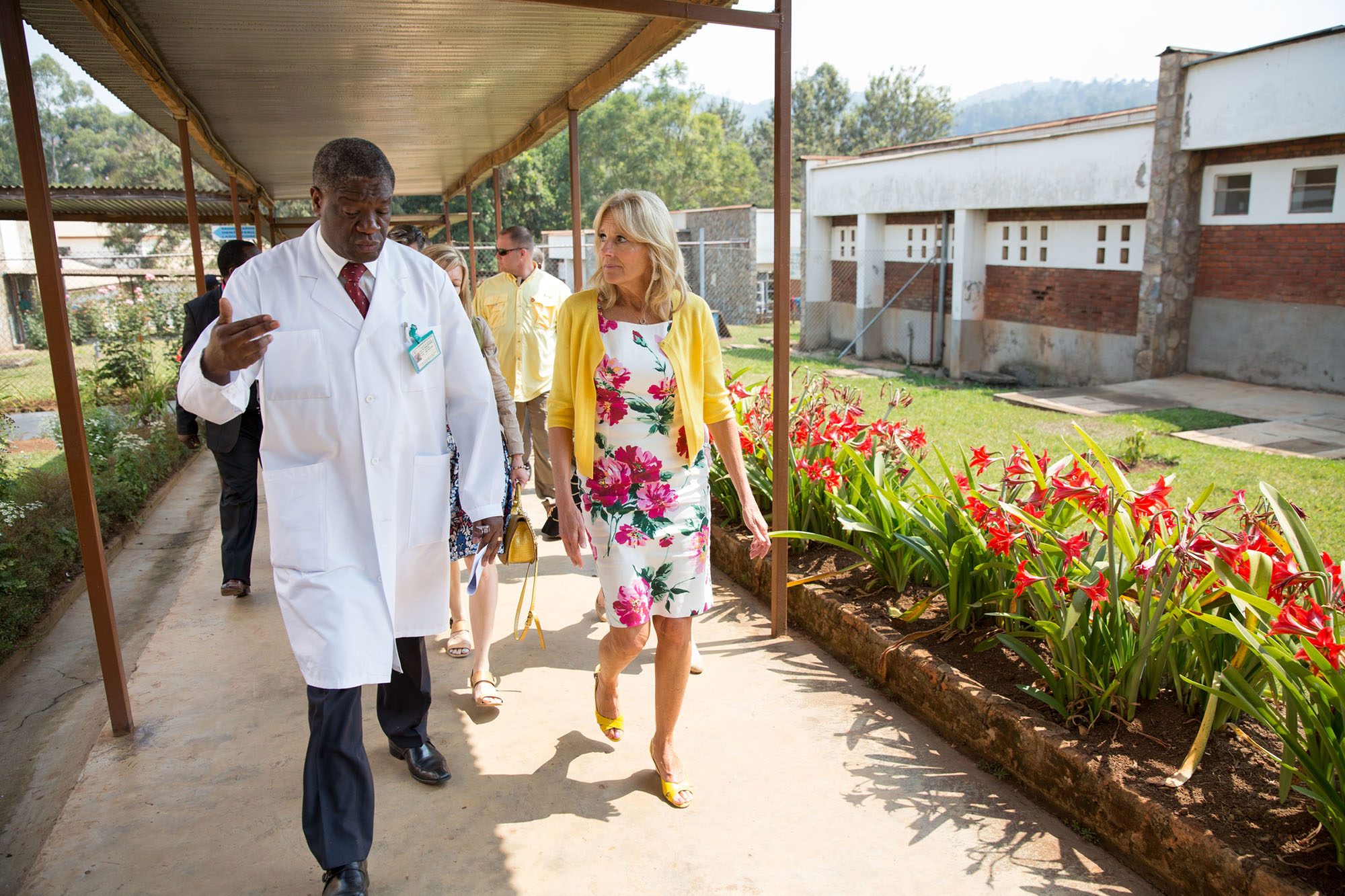
Biden med den kongolesiske läkaren Denis Mukwege i Bukavu 2014.

### Fotnoter
1. ↑  Abcarian, Robin Hi, I'm Jill. Jill Biden. But please, call me Dr. Biden, Los Angeles Times, 2009-02-02
2. ↑  Wlach, Jen; Ferran, Lee (5 augusti 2020). ”Second Lady Jill Biden's Acting Debut to Help Military Families” (på engelska). ABC News. https://abcnews.go.com/GMA/jill-biden-military-families/story?id=11335486. Läst 19 december 2020.
3. ↑  ”COMMITMENT TO ELEVATING QUALITY, AFFORDABLE EDUCATION” (på engelska). Biden Foundation. Arkiverad från originalet den 16 december 2020. https://web.archive.org/web/20201216180055/https://archive.bidenfoundation.org/pillars/community-colleges/. Läst 19 december 2020.
4. ↑  ”RT @whitehouse Happy birthday, @DrBiden! – Take note @Wikipedia!” (på engelska). RT @whitehouse Happy birthday, @DrBiden! – Take note @Wikipedia!. The White House/Twitter. 3 juni 2013. https://twitter.com/drbiden/status/341641863222161408.
5. 1 2  ”Jill Biden's Philly 'grit'” (på engelska). The Philadelphia Inquirer. 14 oktober 2020. https://www.inquirer.com/politics/election/a/jill-biden-joe-election-2020-philadelphia-pennsylvania-20201014.html.
6. 1 2  Sama, Dominic (June 9, 1999). ”Donald C. Jacobs, 72; Ran Savings And Loan In Phila.” (på engelska). The Philadelphia Inquirer. http://articles.philly.com/1999-06-09/news/25500794_1_rescue-squads-savings-and-loan-industry-thrift-institution. Arkiverad 4 mars 2016 hämtat från the Wayback Machine.
7. 1 2 3 4 5 6  Van Meter, Jonathan (november 2008). ”All the Vice-President's Women” (på engelska). Vogue. http://legacy.vogue.com/magazine/article/jill-bidenbrall-the-vice-presidents-women/. Läst 18 december 2020.
8. ↑  Nathans, Aaron (6 oktober  2008). ”Joe Biden's mother-in-law dies at 78” (på engelska) (fee required). The News Journal. http://search.delawareonline.com/sp?skin=100&aff=1117&keywords=Joe+Biden%27s+mother-in-law+dies+at+78&pubDate=180&author=. Läst 18 december 2020.
9. 1 2 3 4 5 6 7 8  ”Son told Joe to marry Jill” (på engelska). Wilmington News-Journal:  s. 3. 17 juli 1977. https://www.newspapers.com/image/157697992/?terms=jill%2Bbiden.
10. 1 2 3 4 5  Markovetz, Jessie (21 november 2006). ”Behind the Stone Balloon: Part 1” (på engelska). The Review (University of Delaware). http://www.udreview.com/2.1980/behind-the-stone-balloon-1.142251. Läst 18 december 2020. Arkiverad 13 februari 2010 hämtat från the Wayback Machine. ”Arkiverade kopian”. Arkiverad från originalet den 13 februari 2010. https://web.archive.org/web/20100213214833/http://www.udreview.com/2.1980/behind-the-stone-balloon-1.142251. Läst 19 december 2020.
11. 1 2  ”On the record: New Castle County: Civil” (på engelska). Wilmington News-Journal:  s. 39. 13 maj 1975. https://www.newspapers.com/image/157203467/?terms=%22jill%2Bstevenson%22%2Bdelaware.
12. 1 2 3  ”Jill Biden is finally ready to be first lady. Can she help her husband beat Trump?” (på engelska). The Washington Post. 17 augusti 2020. https://www.washingtonpost.com/lifestyle/style/jill-biden-is-finally-ready-to-be-first-lady-can-she-help-her-husband-beat-trump/2020/08/17/acacc936-e007-11ea-8181-606e603bb1c4_story.html.
13. ↑  ”Bill Stevenson: Fair Weather for Stone Balloon” (på engelska). The News Journal (Wilmington, Delaware):  s. 1 Business. 26 oktober 1975. https://www.newspapers.com/image/157208078/?terms=%22stone%2Bballoon%22%2Bnewark%2Bchubby%2Bchecker.
14. ↑  ”From UD to VP” (på engelska). University of Delaware Messenger "16" (3). http://www1.udel.edu/udmessenger/vol16no3/stories/features_biden.html.
15. ↑  ”Delaware” (på engelska). Wilmington News-Journal:  s. 3. 14 juli 1977. https://www.newspapers.com/image/157716237/?terms=jill%2Bbiden.
16. 1 2 3 4  Seelye, Katharine Q. (24 augusti 2008). ”Jill Biden Heads Toward Life in the Spotlight” (på engelska). The New York Times. https://www.nytimes.com/2008/08/25/us/politics/25wife.html. Läst 18 december 2020.
17. ↑  Inside Edition Staff (22 september 2020). ”Jill Biden Denies Ex-Husband's Claim She Had Affair With Joe Biden Before They Split” (på engelska). Inside Edition. https://www.insideedition.com/jill-biden-denies-ex-husbands-claim-she-had-affair-with-joe-biden-before-they-split-61971.
18. 1 2  ”Administrative, Instructional, and Student Services Personnel” (på engelska). Administrative, Instructional, and Student Services Personnel. Delaware Technical & Community College. http://www.dtcc.edu/catalog/pdf/personnel.pdf. Läst 18 december 2020. Arkiverad 10 september 2008 hämtat från the Wayback Machine. ”Arkiverade kopian”. Arkiverad från originalet den 10 september 2008. https://web.archive.org/web/20080910071416/http://www.dtcc.edu/catalog/pdf/personnel.pdf. Läst 19 december 2020.
19. ↑  Roberts, Roxanne (30 juli 2017). ”Joe Biden still wants to be president. Can his family endure one last campaign?” (på engelska). The Washington Post. https://www.washingtonpost.com/lifestyle/style/joe-biden-still-wants-to-be-president-can-his-family-endure-one-last-campaign/2017/07/28/65770bfa-70a0-11e7-9eac-d56bd5568db8_story.html.
20. 1 2  Farrell, Joelle (27 augusti 2008). ”Colleagues see a caring, giving Jill Biden” (på engelska). The Philadelphia Inquirer. https://www.inquirer.com/philly/news/homepage/20080828_Colleagues_see_a_caring__giving_Jill_Biden.html. Läst 28 augusti 2008. Arkiverad 1 september 2008 hämtat från the Wayback Machine. ”Arkiverade kopian”. Arkiverad från originalet den 1 september 2008. https://web.archive.org/web/20080901030119/https://www.inquirer.com/philly/news/homepage/20080828_Colleagues_see_a_caring__giving_Jill_Biden.html. Läst 19 december 2020.
21. ↑  ”In Iowa, a Former Second Lady Campaigns to Be the First” (på engelska). The New York Times:  s. A16. 2 februari 2020. https://www.nytimes.com/2020/02/01/us/politics/joe-jill-biden-2020.html.
22. ↑  Sarkadi, Zsolt (November 8, 2020). ”Biden és felesége 1977-ben a Balatonnál voltak nászúton” (på ungerska). 444.hu. https://444.hu/2020/11/08/biden-es-felesege-1977-ben-a-balatonnal-voltak-naszuton. Läst 8 december 2020.
23. ↑  ”US election: What does Joe Biden's win mean for Brexit Britain and Europe?” (på engelska). BBC News. 8 november 2020. https://www.bbc.com/news/world-europe-54868002.
24. ↑  ”Biden offers tribute to late Rep. Tom Lantos” (på engelska). The Hill. 25 februari 2011. https://thehill.com/blogs/in-the-know/in-the-know/255447-biden-offers-tribute-to-late-rep-tom-lantos.
25. ↑  Stern, Frank (20 oktober 2008). ”The Quad talks with Jill Biden” (på engelska). The Quad. http://media.www.wcuquad.com/media/storage/paper676/news/2008/10/20/News/The-Quad.Talks.With.Jill.Biden-3495422.shtml. Läst 19 december 2020. Arkiverad 21 januari 2009 hämtat från the Wayback Machine. ”Arkiverade kopian”. Arkiverad från originalet den 21 januari 2009. https://web.archive.org/web/20090121181515/http://media.www.wcuquad.com/media/storage/paper676/news/2008/10/20/News/The-Quad.Talks.With.Jill.Biden-3495422.shtml. Läst 19 december 2020.
26. ↑  ”Iowa Caucuses '08: Joe Biden: Timeline” (på engelska). The Des Moines Register. http://www.desmoinesregister.com/apps/pbcs.dll/section?Category=caucus&template=detail&candidate=biden. Läst 19 december 2020.
27. ↑  Hale, Charlotte (19 mars 2007). ”Determined to stay in school” (på engelska) (fee required). The News Journal. http://search.delawareonline.com/sp?skin=100&aff=1117&keywords=%22It%20was%20Joe,%20the%20boys,%20and%20the%20state%20of%20Delaware%22. Läst 19 december 2020. ”Arkiverade kopian”. Arkiverad från originalet den 1 september 2008. https://web.archive.org/web/20080901212036/http://search.delawareonline.com/sp?skin=100&aff=1117&keywords=%22It%20was%20Joe,%20the%20boys,%20and%20the%20state%20of%20Delaware%22. Läst 19 december 2020.
28. ↑  Martin, Jonathan; Burns, Alexander (7 november 2020). ”Biden Wins Presidency, Ending Four Tumultuous Years Under Trump” (på engelska). The New York Times. https://www.nytimes.com/2020/11/07/us/politics/biden-election.html.
29. ↑  ”Jill Biden, mai una First Lady italoamericana. Conobbe Joe in un appuntamento al buio” (på italienska). la Repubblica. 7 november 2020. https://www.repubblica.it/dossier/esteri/elezioni-usa-2020-presidenziali-biden-trump/2020/11/07/news/jill_biden_presidenziali_stati_uniti-273533926/.
30. ↑  ”Jill Biden Set to Become the First Italian American First Lady” (på engelska-US). Jill Biden Set to Become the First Italian American First Lady. Italian Sons and Daughters of America. 7 november 2020. https://www.orderisda.org/culture/women/jill-biden-set-to-become-the-first-italian-american-first-lady/.
31. ↑  ”First professor: Jill Biden to make history as a first lady with a day job” (på engelska). Politico. 12 november 2020. https://www.politico.com/news/2020/11/12/jill-biden-first-lady-professor-436363.
32. ↑  ”Biden names senior staff, receives national security briefing from outside experts” (på engelska). The Washington Post. 7 november 2020. https://www.washingtonpost.com/elections/2020/11/17/joe-biden-trump-transition-live-updates/.
33. ↑  Epstein, Joseph (11 december 2020). ”Opinion: Is There a Doctor in the White House? Not if You Need an M.D.” (på engelska). The Wall Street Journal. https://www.wsj.com/articles/is-there-a-doctor-in-the-white-house-not-if-you-need-an-m-d-11607727380. Läst 19 december 2020.
34. ↑  ”Women rally around Jill Biden after controversial op-ed calls for future first lady to drop 'Dr.'” (på engelska). ABC News. 19 december 2020. https://abcnews.go.com/GMA/News/women-rally-jill-biden-controversial-op-ed-calls/story?id=74713599. Läst 19 december 2020.